# Kaschan (Murgab)
Der Kaschan (auch Kasch) ist ein linker Nebenfluss des Murgab in den zentralasiatischen Staaten Afghanistan und Turkmenistan.

## Verlauf
Der Kaschan entspringt in der Provinz Badghis im Nordwesten von Afghanistan an der Nordflanke des Selseleh-ye Safīd Kūh (antiker Name: Paropamisus). Er fließt in überwiegend nördlicher Richtung nach Turkmenistan und mündet bei Tagtabazar in den Murgab.
Der Kaschan hat eine Länge von 252 km. Er entwässert ein Areal von ungefähr 7000 km². Der Fluss wird hauptsächlich von der Schneeschmelze gespeist und führt im März die größten Wassermengen. Der mittlere Abfluss 4 km oberhalb der Mündung beträgt 1,4 m²/s. Ein Teil des Flusswassers wird zu Bewässerungszwecken abgeleitet. Zwischen Juni und Oktober fällt der Flusslauf gewöhnlich trocken.

## Hydrometrie
Mittlerer monatlicher Abfluss des Kaschan (in m³/s) am Pegel Babulai
gemessen von 1974 bis 1978